# یوتی‌سی ۱۲:۰۰-

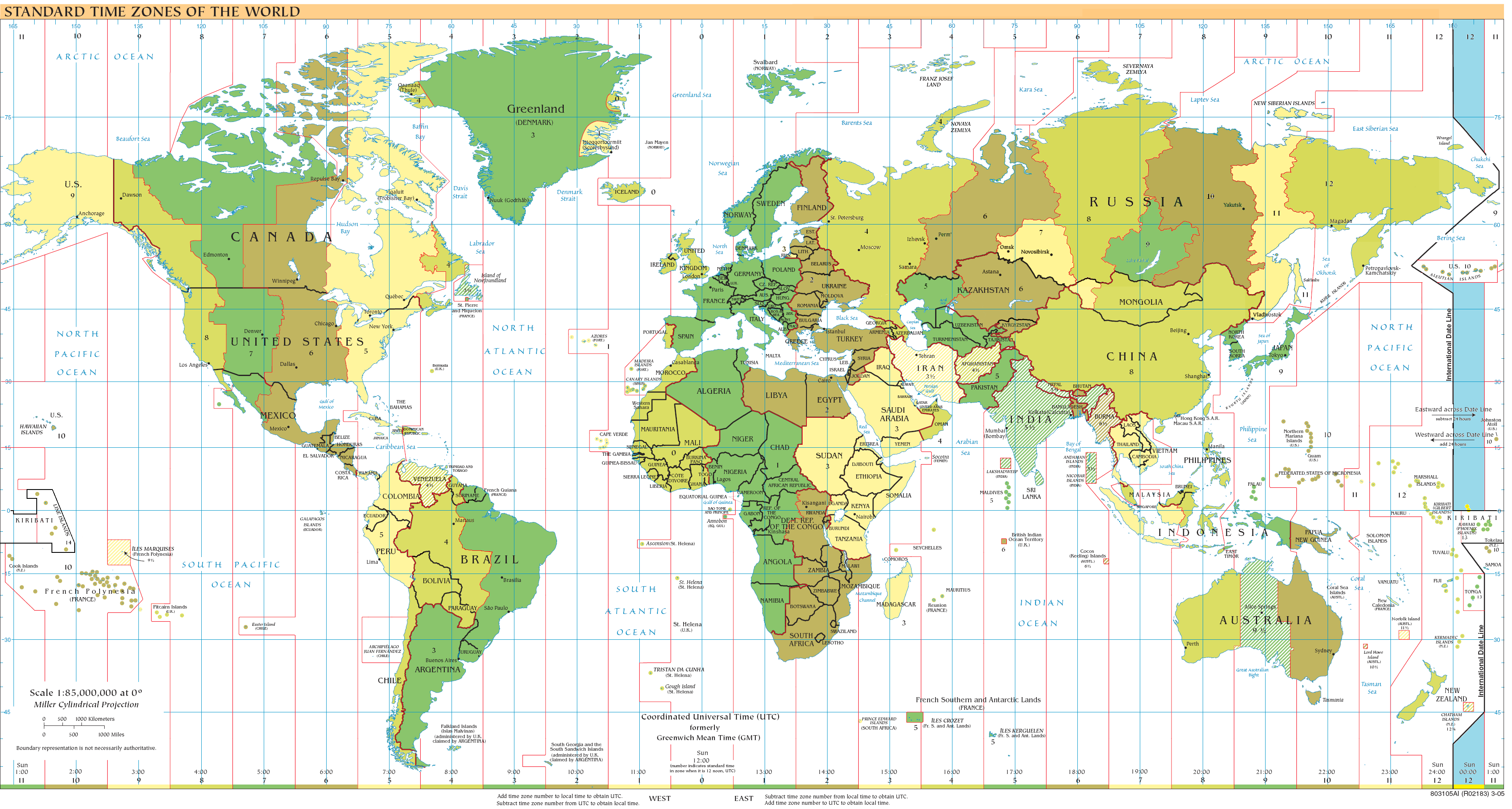
گرینویچ-۱۲: آبی (دسامبر)، نارنجی (ژوئن)، زرد (در تمام طول سال)، آبی روشن - مناطق دریایی

هم‌اکنون زمان‌بندی گرینویچ منهای ۱۲ (به انگلیسی: UTC-12).

## زمان استاندارد در تمام سال
- جزیره بیکر و جزیره هاولند (جزایر بدون سکنه متعلق به آمریکا) به این زمان نسبت داده شده‌اند.